# Остеопороза
Остеопороза (от гръцки: osteo – „кост“ и poros – „пора“) e прогресиращо метаболитно заболяване на скелета. В резултат от разрушаване на колагеновата матрица костите изтъняват и губят плътността си. Нарушава се равновесието между процесите на изграждане и разграждане на костната тъкан в полза на разграждането. Костите стават крехки, което води до по-чести счупвания – особено в областта на китките, гръбначния стълб и тазобедрените кости. С най-драматични последици е счупването в областта на бедрената шийка, тъй като 20% от пациентите загиват до 6 месеца поради принудителната имобилизация (обездвижване) и развитието от това на пневмонии. Голяма част от останалите остават трайни инвалиди с необходимост от чужда помощ и грижи.
Поради голямата си разпространеност (остеопорозата е най-честото костно заболяване в напреднала възраст) и разходи на здравните системи тя е обявена за третото по значимост социално заболяване след сърдечно-съдовите и онкологичните, а в средата на века се очаква да заеме първо място поради увеличената продължителност на живота и застаряването на населението.
Остеопорозата бива първична – генерализирана (обхващаща целия скелет) и локална (при инфекции, продължително обездвижване на част от тялото и др.), и вторична – след продължително лечение с кортикостероиди, при болест на Кушинг. Вторичната се среща значително по-рядко – едва 5% от случаите, но при нея няма възрастови ограничения. Тя може да се появи също така при чревни заболявания, които водят до лоша резорбция на хранителните вещества. Първичната остеопороза е масовата – засяга предимно жените в менопаузата, тъй като организмът им вече не произвежда поддържащите костната маса хормони-естрогени. Една трета от менопаузалните жени са т.нар. бързо губещи костна маса – с повече от 3% годишно и те са най-застрашени от болестта. Повечето от тях са слаби и с крехка скелетна структура. Пълните жени са по-малко застрашени. Болестта се среща и при мъжете, но много по-рядко и в късната им възраст поради липсата при тях на рязко спиране на производството на половия хормон тестостерон и по-плътен скелет.
Остеопорозата се нарича „тиха епидемия“, защото не е съпроводена с болки и може да остане незабелязана в продължение на години. Първите счупвания настъпват обикновено около 60 – 65 годишна възраст в областта на гръбначните прешлени. Един или повече прешлени се сплесква и се появява гърбица, болки в гърба и намаляване на ръста. Развитието на остеопороза и свързания с нея риск от фрактури са възможни дори и при слаби натоварвания. След изгубването на костната тъкан може да се направи твърде малко, но по-рано може да се предотврати.

## Фактори
Факторите, които могат да се контролират са: повишена функция на щитовидната жлеза, неправилно хранене, особено в детската възраст, теглото и физическата активност. Отбелязва се, че остеопорозата е по-често срещана при жени с поднормено тегло. Развитие на остеопороза се наблюдава по-рядко и при жени, които имат физическа активност или упражнения през 5 от дните на седмицата. Особено полезни са леката атлетика, тенисът, футболът. За препоръчване са силовите упражнения, които стимулират по-активно мускулите и действат срещу гравитацията.
Факторите, които не могат да се контролират и избягнат, са възрастта, расата и анамнезата на майката. Жените между 60 и 69 години са с двукратно повишен риск, а тези над 70 – четирикратно. Жените от мексикански или азиатски произход са с най-висок риск, а с най-нисък са чернокожите. Рискът е с 60% намален, ако майката е нямала остеопороза. За да се повиши вниманието към заболяването, учени от окръг Вашингтон и щатите Ню Йорк и Мериленд са изследвали факторите, които могат и не могат да се променят, и влиянието им върху остеопорозата. Особено вредно за скелета е прилагането на диети за отслабване. Бедното на въглехидрати и богато на белтъци хранене води до увеличаване киселинността на кръвта, което потиска клетките, изграждащи костите.

## Профилактика
За намаляване на риска от възникване на остеопороза в зряла възраст е необходимо профилактиката да започне отрано. Най-същественото в изграждането на една профилактична програма е тя да включва всички елементи, които имат доказано благоприятен ефект върху костите. Достатъчен прием на храни, богати на калций и витамин D са основополагащи за костната плътност, силиций и витамин C, ключови за изграждане на еластина и колагена в костната структура. Добър източник на витамин C са портокалите, чушките и кивитата, на силиций – пълнозърнестите продукти, трици и минерална вода, а витамин D е витаминът, осигуряващ доброто усвояване на калция от храната. Той се съдържа в ограничен брой храни – мазни риби, особено сьомга, рибено масло, яйчен жълтък. Някои от храните се обогатяват допълнително с този важен за костната обмяна витамин – мляко, маргарин, десерти на зърнена основа, пудинги. Важно за усвояването на витамин D от организма е излагането на слънце. Други хранителни вещества, необходими за костното здраве, са магнезий, фосфор, калий, цинк. Те се съдържат в повечето храни и се препоръчват като много здравословни. Богати храни на калций са сирене (730 мг в 100 грама продукт), бадеми (240 мг в 100 г), както и сухи смокини, хайвер, яйчен жълтък и др. Средният дневен прием на калций е около 600 – 900 мг при здрави хора на възраст над 40 години.
Освен физически упражнения и адекватно хранене, при жени в менопауза се прилага хормонозаместителна терапия. При всички случаи, когато калциеви препарати се предписват на жени в менопауза, хормонозаместителна терапия е нужна за усвояването на калция от организма.

## Лечение
Както за профилактика, така и за лечение като средство на избор се считат медикаменти от групата на бифосфонатите – алендронат (Фосамакс), золендронат (Акласта, Зомета), ризедронат (Актонел), ибандронат (Бонвива). Те повишават костната плътност, но данните от последните проучвания са противоречиви по отношение на пълноценния им ефект и страничните рискове.
Други групи медикаменти, използвани за лечение на остеопороза, с нееднородни резултати са калцитонин (след около 20 години употреба се открива повишен канцерогенен риск при употребата му и оригиналният препарат Миакалцик бива изтеглен от аптечната мрежа в световен мащаб), стронциеви препарати (Осеор) – също с проблеми по отношение на безопасността му, специфичните естроген-рецепторни модулатори (Евиста) – практически изоставени и др. През 2010 г. е регистриран препарат от нова група – деносумаб (търговско име Пролия) – моноклонално антитяло, чиито проучвания (април 2015) показват, че след 9-годишно използване намалява риска от фрактури на гръбначните прешлени с 68%, на бедрото с 20% и на китката с 40%. Той обаче увеличава риска от инфекции в организма от най-разнообразно естество. Поради огромното социално значение на остеопорозата (засяга значителна част от възрастното население), всички световни фармацевтични фирми се стремят да излязат на пазара с медикамент, повлияващ заболяването, но досегашната практика е показва, че резултатите не са еднозначни.
Билки, които се смята, че могат да имат своето положително въздействие при боледуващи от остеопороза, са агримония, борови връхчета, бял равнец, орехови листа и др. Важно е да се отбележи важността на физическите упражнения при болни от остеопороза. Основополагащ елемент от лечението на това заболяване е всекидневното ходене пеша на чист въздух или леката гимнастика – без излишни натоварвания и без никакви тежести.